# جوائز إيه في إن

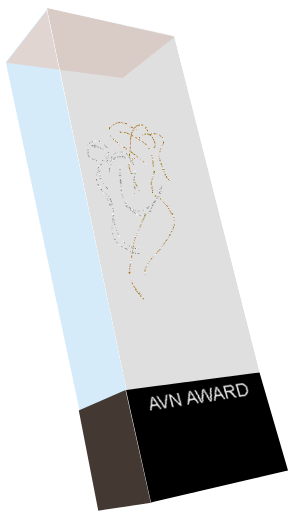
عمل فني رسومي يمثل جائزة "جوائز إيه في إن".

جوائز إيه في إن هي جوائز افلام ترعاها وتقدمها المجلة الأمريكية إيه في إن لتقدير الإنجازات في مختلف جوانب إنشاء وتسويق الأفلام الإباحية الأمريكية. غالبًا ما يطلق عليه «جوائز الأوسكار للأفلام الإباحية».

## روابط خارجية
- جوائز إيه في إن على موقع IMDb (الإنجليزية)